# Скора Яків
Ско́ра Яків — львівський ливарник 14 століття.
1341 року відлив дзвін для катедри св. Юра у Львові — з дворядковим чітким написом і підписом (найстаріша ідентифікована пам'ятка українського ливарництва). Найбільший в Україні давній дзвін, що використовується за призначенням.